# Cucullanus longicollis
Cucullanus longicollis is een rondwormensoort uit de familie van de Cucullanidae. De wetenschappelijke naam van de soort is voor het eerst geldig gepubliceerd in 1899 door Stossich.